# Hugo von Kaweczynski
Hugo Friedrich von Kaweczynski (* 12. Oktober 1883 in Hamburg; † 2. Dezember 1945 in Berlin) war ein deutscher Kameramann.

## Leben
Nach einer kaufmännischen Ausbildung arbeitete er als Rechnungsführer in Hannover. Dort erhielt er Flugunterricht und wurde Flugzeugführer. Von 1914 bis 1917 diente er im Ersten Weltkrieg als Flieger. Später arbeitete er als Einflieger und Testpilot der Rumpler-Werke in Johannisthal.
Ende 1921 kam er als Kameraassistent von Fritz Arno Wagner zum Film. In dieser Funktion und als untergeordneter Kameramann wirkte er außer für Wagner noch für verschiedene andere Kameraleute. 1928 war er zum ersten Mal als Co-Chefkameramann verantwortlich. Häufig war er nur für die Außenaufnahmen, insbesondere aus fahrenden Zügen und Flugzeugen zuständig. 1936 gehörte er zu Leni Riefenstahls großem Team von Kameramännern, das für ihren Zweiteiler Olympia bereitstand. Die letzten Jahre vor seinem Tod konnte er aus gesundheitlichen Gründen seinen Beruf nicht mehr ausüben.

## Filmografie
- 1928: Die tolle Komteß
- 1929: Waterloo
- 1929: Sprengbagger 1010
- 1929: Ein kleiner Vorschuß auf die Seligkeit
- 1931: Reserve hat Ruh
- 1932: Die elf Schill’schen Offiziere
- 1932: Drei von der Stempelstelle
- 1932: Geheimnis des blauen Zimmers
- 1932: Zwei glückliche Tage
- 1932: Es war einmal ein Walzer
- 1933: Der Choral von Leuthen
- 1933: …und wer küßt mich?
- 1933: La ragazza dal livido azzurro
- 1933: Der streitbare Herr Kickel
- 1933: ...und wer küßt mich?
- 1933: Der Page vom Dalmasse-Hotel
- 1933: Höllentempo
- 1933: Ist mein Mann nicht fabelhaft?
- 1934: Der Doppelgänger
- 1934: Ferien vom Ich
- 1934: Ich sing' mich in dein Herz hinein
- 1934: Es tut sich was um Mitternacht
- 1935: Die Saat geht auf
- 1935: Die Heilige und ihr Narr
- 1935: Der rote Reiter
- 1935: Peter, Paul und Nanette
- 1935: Verlieb Dich nicht am Bodensee
- 1936: Auf eigene Faust
- 1936: Du bist so schön, Berlinerin
- 1936: Einmal unten – einmal oben
- 1936: In 40 Minuten
- 1936: Wie ein Wunder kam die Liebe über Nacht
- 1936: Geheimnis eines alten Hauses
- 1936: Intermezzo
- 1936: Hilde und die vier PS
- 1936: Herbstmanöver
- 1936/38: Olympia (2 Teile)
- 1937: Ein kleiner Reinfall
- 1937: Der Etappenhase
- 1937: Eine unmögliche Wette
- 1937: Die verliebte Dachstube
- 1937: Vorsicht am Platze. Vorsicht, Vorsicht, Vorsicht!
- 1938: Der Haustyrann
- 1938: Der Schein trügt
- 1938: Einmal werd' ich Dir gefallen
- 1938: Musketier Meier III
- 1938: Es kann der Beste nicht in Frieden leben
- 1938: Peter spielt mit dem Feuer
- 1938: Kleines Bezirksgericht
- 1939: Waldrausch
- 1940: Zwielicht
- 1941: Stukas
- 1941: Heimaterde